# Biała (powiat kłobucki)

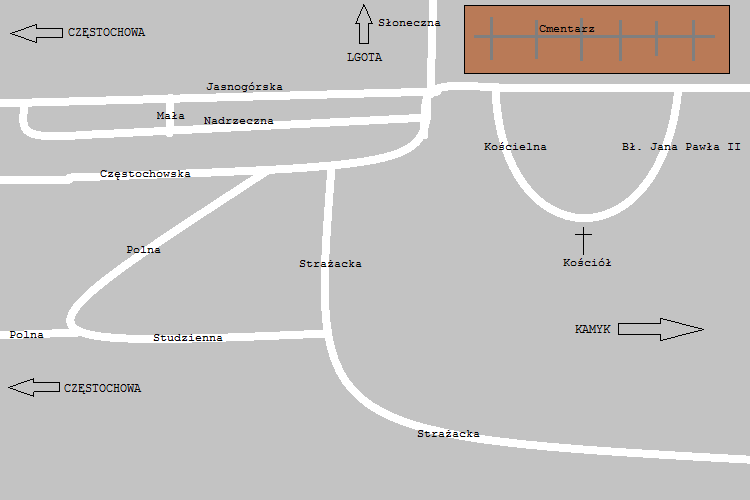
Schematyczny plan wioski Biała

Biała – wieś w Polsce położona w województwie śląskim, w powiecie kłobuckim, w gminie Kłobuck. Wieś jest siedzibą sołectwa Biała.

## Integralne części wsi
| SIMC    | Nazwa       | Rodzaj    |
| ------- | ----------- | --------- |
| 0133770 | Biała Dolna | część wsi |
| 0133793 | Biała Górna | część wsi |
| 0133801 | Dwór        | część wsi |
| 0133818 | Rogatka     | część wsi |
| 0133824 | Stawki      | część wsi |
| 0133787 | Towarzystwo | część wsi |
| 0133830 | Zagórniki   | część wsi |

.

## Geografia
Biała jest miejscowością położoną na Wyżynie Wieluńskiej, nad rzeką Białką, niewielkim dopływem Czarnej Okszy.
Kiedyś na terenie Białej istniały dwie miejscowości:
- Biała Górna – stała na wzniesieniu. Dawniej nazywana Białą Wielką.
- Biała Dolna – stała na zboczu wzniesienia. Dawniej nazywana Białą Małą.

Aktualnie, Biała Górna i Biała Dolna są według TERYT częściami Białej. Pozostałymi częściami są: Biała Zagórska (Na drodze między Białą a Lgotą), Dwór (ul. Parkowa), Towarzystwo (ul. Nadrzeczna) i Rogatka (skrzyżowanie ulic: Częstochowskiej, Jasnogórskiej,Słonecznej i Nadrzecznej; centrum miejscowości).

## Flora i fauna
Roślinność jest taka sama, jak w innych miejscowościach klimatu umiarkowanego. Oprócz samotnych drzew między domami, można znaleźć także 2 duże lasy:
- Około 2 kilometry na południowy wschód od centrum. Las mniejszy.
- Na odcinku Biała-Częstochowa przy dwóch ulicach: Częstochowskiej (w Częstochowie Sejmowej) oraz Jasnogórskiej (w Częstochowie Ikara).

Spośród zwierząt hodowlanych oraz domowych najwięcej jest krów, psów oraz kotów. Spotykane zwierzęta dzikie to zające, sarny oraz kuropatwy, o wiele rzadziej lisy oraz sowy.

## Nazwa
Nazwę miejscowości w zlatynizowanej staropolskiej formie Byala Minor oraz Byala Maior wymienia w latach (1470–1480) Jan Długosz w księdze Liber beneficiorum dioecesis Cracoviensis

## Historia
Na terenie miejscowości znaleziono ślady pobytu gromad ludzkich, datowane na paleolit. Pierwsze oficjalne zapiski o miejscowości pojawiły się w kronice Roczniki czyli kroniki sławnego Królestwa Polskiego napisanego przez Jana Długosza.
- 1407 – biskup Krakowski Piotr Wysz zakłada parafię pw. Św. Stanisława Biskupa i Męczennika w Białej
- 1470–1480 – Jan Długosz w księdze Liber beneficiorum dioecesis Cracoviensis wymienia dwie miejscowości Byala Minor obecnie Biała Dolna należącą do Benedykta Wierusza oraz Byala Maior obecnie Biała Górna należącą do Trepki herbu Topór.
- 1715 – z inicjatywy miejscowego proboszcza ks. Adama Kobyłkiewicza zbudowano modrzewiowy kościół z dzwonnicą
- 1899 – zbudowano pierwszą szkołę w Białej
- 1914 – wybuch I wojny światowej wstrzymał działalność szkoły na 2 lata
- 1939 – Biała znajduje się w granicach III Rzeszy i zostaje włączona do powiatu Blachownia
- 1940 – po wywiezieniu nauczycieli do Niemiec na przymusowe roboty, szkoła przestaje istnieć
- 1942 – w budynku szkolnym założono szkołę dla kolonistów niemieckich, która funkcjonowała do końca 1944
- 1945 – powtórne otwarcie szkoły w Białej
- 1962 – pożar spalił kościół. Dzwonnica przetrwała do dzisiaj

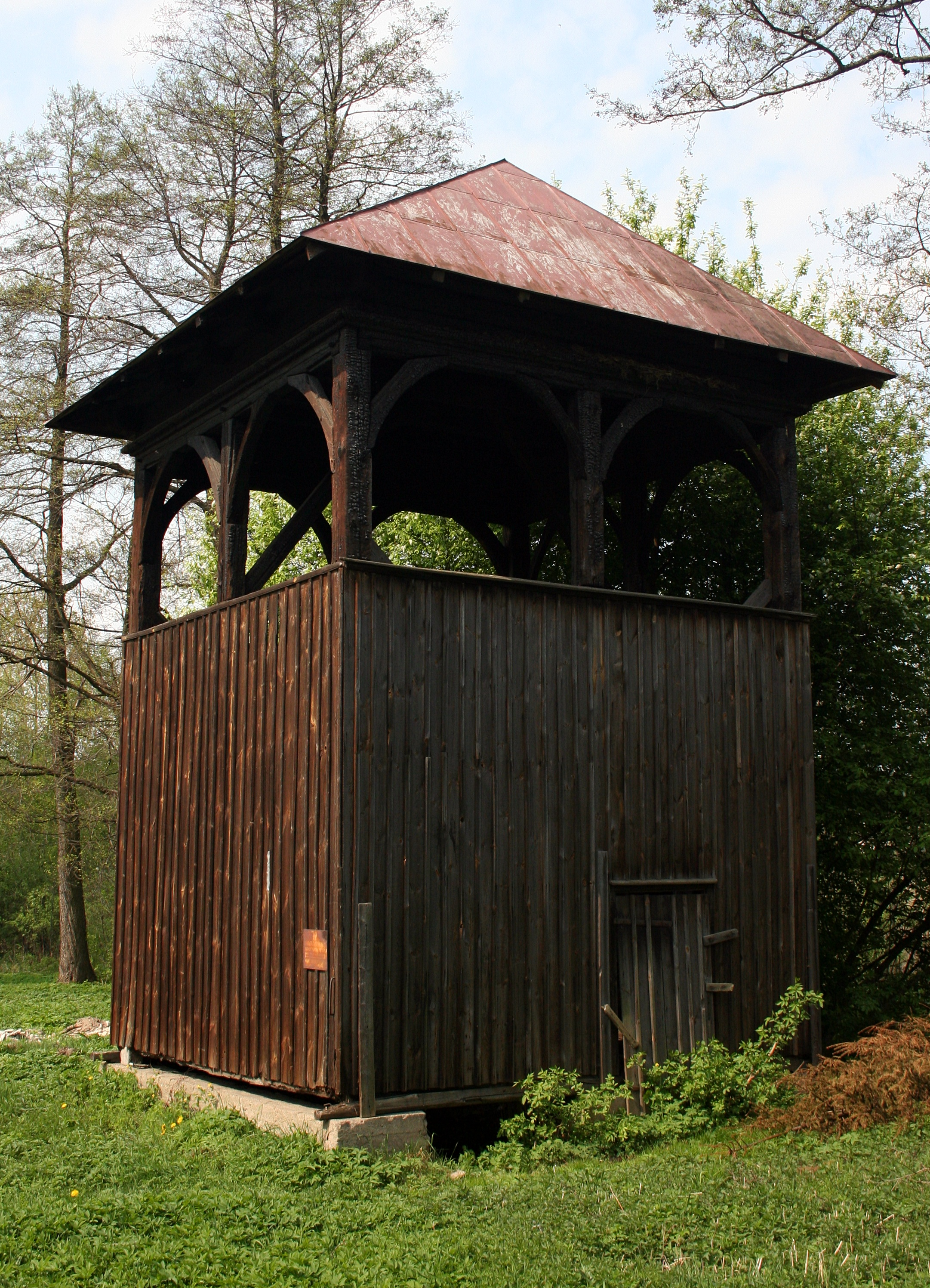
Dzwonnica przetrwała do dziś

- 1967 – pod kierownictwem ks. Kazimierza Puczyńskiego rozpoczęto budowę murowanego kościoła
- 1968 – zakończono budowę kościoła. Budynek został poświęcony przez ks. biskupa dr Stefana Barełę
- 1986 – wykończono dokumentację nowej szkoły i przedszkola w Białej
- 1989 – rozpoczęto 6-letnią budowę szkoły w Białej
- 1992 – funkcję dyrektora szkoły objęła mgr Lidia Kruczyńska[7]
- 2007 – parafia w Białej obchodzi 600-lecie istnienia. Papież Benedykt XVI przysyła list gratulacyjny z okazji jubileuszu
- 2011 – jedna z dwóch ulic wychodzących od placu przy kościele do ul. Częstochowskiej została nazwana Ul. Błogosławionego Jana Pawła II[8]

## Legenda o św. Stanisławie
Biskup Stanisław ze Szczepanowa przybył niegdyś do zamku należącego do nieznanego z imienia księcia Kopca na ucztę. W nocy książę po długiej uczcie był pod wpływem alkoholu i rozkazał Stanisławowi napić się wina. Nie wypadało jednak biskupowi pić wina, więc Stanisław odmówił, za co książę próbował go aresztować. Biskup uciekł wtedy z zamku na tereny Białej i przenocował w zbudowanym przez jednego z ministrantów szałasie. Kilkaset lat po męczeńskiej śmierci Stanisława z rąk Bolesława Szczodrego, w miejscu snu biskupa został postawiony kościół rzymskokatolicki pod wezwaniem Św. Stanisława Biskupa i Męczennika.

## Parafia Kościoła rzymskokatolickiego
Parafię w Białej erygował biskup Piotr Wysz Radoliński 10 maja 1407 roku, wyłączając jej teren z parafii kłobuckiej. Obecny, trzeci kościół parafialny pod wezwaniem św. Stanisława BM wybudowano w latach 1966–68. Poświęcił go rytem zwykłym ks. biskup dr Stefan Bareła 13 października 1968 roku, a uroczystym, 14 września 2007 roku, ks. arcybiskup Stanisław Nowak.

## Transport
Przez Białą przebiega droga wojewódzka nr 491, która łączy Częstochowę od południowego wschodu z Kamykiem od północnego zachodu.